# Campionati tedeschi di sci alpino 1996
I Campionati tedeschi di sci alpino 1996 si svolsero a Garmisch-Partenkirchen e a Zwiesel dal 13 al 17 marzo. Il programma incluse gare di discesa libera, supergigante, slalom gigante e slalom speciale, sia maschili sia femminili.
Trattandosi di competizioni valide anche ai fini del punteggio FIS, vi parteciparono anche sciatori di altre federazioni, senza che questo consentisse loro di concorrere al titolo nazionale tedesco.

## Risultati

### Uomini

#### Discesa libera
| Pos. | Atleta                | Nazione     | Tempo   |
| ---- | --------------------- | ----------- | ------- |
| 1    | Max Rauffer           | Germania    | 1:27,75 |
| 2    | Michael Brunner       | Germania    | 1:27,83 |
| 3    | Berni Huber           | Germania    | 1:27,87 |
| 4    | Christophe Aubonnet   | Francia     | 1:29,40 |
| 5    | Stefan Stankalla      | Germania    | 1:29,88 |
| 6    | Franz Benkert         | Germania    | 1:29,89 |
| 7    | Stefan Krauß          | Germania    | 1:29,91 |
| 8    | Graham Bell           | Regno Unito | 1:29,98 |
| 9    | Christian Prassberger | Germania    | 1:30,03 |
| 10   | Christian Deißenböck  | Germania    | 1:30,28 |

Data: 13 marzo

Località: Garmisch-Partenkirchen

#### Supergigante
| Pos. | Atleta               | Nazione     | Tempo   |
| ---- | -------------------- | ----------- | ------- |
| 1    | Berni Huber          | Germania    | 1:27,61 |
| 2    | Christian Deißenböck | Germania    | 1:28,10 |
| 3    | Josef Strobl         | Austria     | 1:28,21 |
| 4    | Max Rauffer          | Germania    | 1:28,38 |
| 5    | Graham Bell          | Regno Unito | 1:28,48 |
| 6    | Stefan Krauß         | Germania    | 1:28,68 |
| 7    | Michael Brunner      | Germania    | 1:28,93 |
| 8    | Sven Schnitzenbaumer | Germania    | 1:29,26 |
| 9    | Tobias Barnerssoi    | Germania    | 1:29,50 |
| 10   | Franz Benkert        | Germania    | 1:29,87 |

Data: 14 marzo

Località: Garmisch-Partenkirchen

#### Slalom gigante
| Pos. | Atleta            | Nazione  | Tempo   |
| ---- | ----------------- | -------- | ------- |
| 1    | Alois Vogl        | Germania | 2:26,62 |
| 2    | Stefan Stankalla  | Germania | 2:27,54 |
| 3    | Andreas Ertl      | Germania | 2:27,93 |
| 4    | Tobias Barnerssoi | Germania | 2:28,36 |
| 5    | Berni Huber       | Germania | 2:28,95 |
| 6    | Bernhard Bauer    | Germania | 2:29,28 |
| 7    | Florian Eckert    | Germania | 2:30,16 |
| 8    | Robert Zeh        | Germania | 2:30,46 |
| 9    | Thomas Treml      | Germania | 2:31,08 |
| 10   | Max Rauffer       | Germania | 2:31,68 |

Data: 15 marzo

Località: Zwiesel

#### Slalom speciale
| Pos. | Atleta               | Nazione  | Tempo   |
| ---- | -------------------- | -------- | ------- |
| 1    | Dietmar Thöni        | Austria  | 1:35,71 |
| 2    | Bernhard Bauer       | Germania | 1:36,39 |
| 3    | Kilian Albrecht      | Austria  | 1:37,01 |
| 4    | Andreas Ertl         | Germania | 1:37,01 |
| 5    | Manfred Kleinlercher | Austria  | 1:37,33 |
| 6    | Heinz Schilchegger   | Austria  | 1:37,50 |
| 7    | Gerhard Speiser      | Germania | 1:37,61 |
| 8    | Stefan Stankalla     | Germania | 1:37,95 |
| 9    | Günther Mast         | Germania | 1:38,43 |
| 10   | Sven Schnitzenbaumer | Germania | 1:38,60 |

Data: 17 marzo

Località: Zwiesel

### Donne

#### Discesa libera
| Pos. | Atleta             | Nazione  | Tempo   |
| ---- | ------------------ | -------- | ------- |
| 1    | Regina Häusl       | Germania | 1:31,26 |
| 2    | Elisabeth Brandner | Germania | 1:32,43 |
| 3    | Miriam Vogt        | Germania | 1:32,53 |
| 4    | Sibylle Brauner    | Germania | 1:32,77 |
| 5    | Diana Lemberger    | Germania | 1:32,88 |
| 6    | Petra Haltmayr     | Germania | 1:33,38 |
| 7    | Monika Bergmann    | Germania | 1:33,90 |
| 8    | Susi Güttel        | Germania | 1:35,13 |
| 9    | Birgit Heubucher   | Germania | 1:36,08 |
| 10   | Stefanie Wolf      | Germania | 1:36,41 |

Data: 13 marzo

Località: Garmisch-Partenkirchen

#### Supergigante
| Pos. | Atleta           | Nazione  | Tempo   |
| ---- | ---------------- | -------- | ------- |
| 1    | Katja Seizinger  | Germania | 1:31,68 |
| 2    | Miriam Vogt      | Germania | 1:31,70 |
| 3    | Martina Ertl     | Germania | 1:32,98 |
| 4    | Regina Häusl     | Germania | 1:33,02 |
| 5    | Hilde Gerg       | Germania | 1:33,32 |
| 6    | Katrin Gutensohn | Germania | 1:33,57 |
| 7    | Petra Haltmayr   | Germania | 1:33,86 |
| 8    | Sibylle Brauner  | Germania | 1:33,95 |
| 9    | Diana Lemberger  | Germania | 1:34,35 |
| 10   | Maren Günter     | Germania | 1:34,38 |

Data: 14 marzo

Località: Garmisch-Partenkirchen

#### Slalom gigante
| Pos. | Atleta             | Nazione  | Tempo   |
| ---- | ------------------ | -------- | ------- |
| 1    | Martina Ertl       | Germania | 2:04,47 |
| 2    | Katja Seizinger    | Germania | 2:05,25 |
| 3    | Hilde Gerg         | Germania | 2:06,89 |
| 4    | Katrin Gutensohn   | Germania | 2:07,05 |
| 5    | Miriam Vogt        | Germania | 2:07,08 |
| 6    | Petra Haltmayr     | Germania | 2:07,99 |
| 7    | Annemarie Gerg     | Germania | 2:08,39 |
| 8    | Alexandra Holzmann | Austria  | 2:08,98 |
| 9    | Regina Häusl       | Germania | 2:09,18 |
| 10   | Melanie Schöffmann | Austria  | 2:09,49 |

Data: 16 marzo

Località: Zwiesel

#### Slalom speciale
| Pos. | Atleta             | Nazione  | Tempo   |
| ---- | ------------------ | -------- | ------- |
| 1    | Miriam Vogt        | Germania | 1:35,60 |
| 2    | Martina Ertl       | Germania | 1:36,16 |
| 3    | Katja Seizinger    | Germania | 1:37,05 |
| 4    | Angela Zimmermann  | Germania | 1:37,44 |
| 5    | Petra Haltmayr     | Germania | 1:38,03 |
| 6    | Stefanie Wolf      | Germania | 1:38,57 |
| 7    | Alexandra Holzmann | Austria  | 1:38,66 |
| 8    | Veronika Kappaurer | Austria  | 1:39,14 |
| 9    | Annemarie Gerg     | Germania | 1:39,16 |
| 10   | Sibylle Brauner    | Germania | 1:39,36 |

Data: 17 marzo

Località: Zwiesel